# Arteria pericardiacophrenica

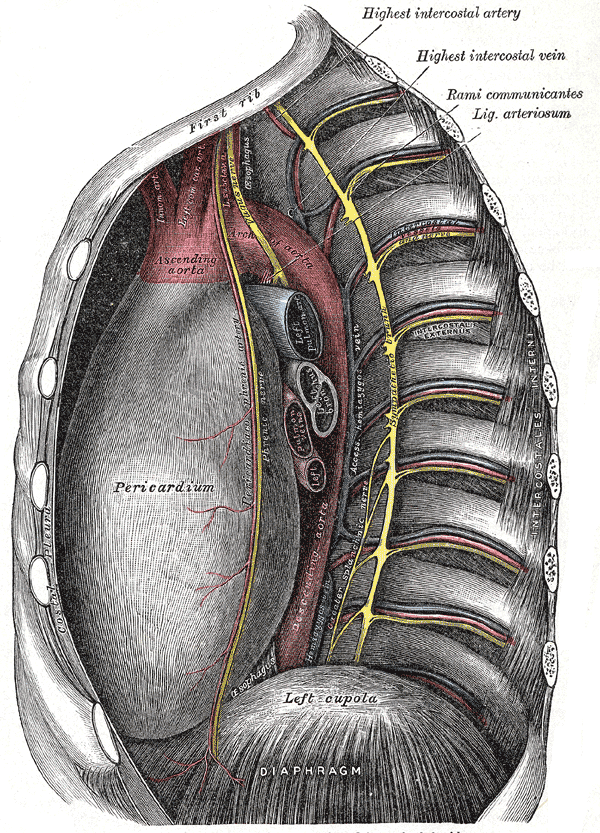
Arterien und Nerven der Brusthöhle

Die  Arteria pericardiacophrenica (lat. für ‚Herzbeutel-Zwerchfell-Schlagader‘) ist eine Arterie der Brusthöhle des Menschen. Sie entspringt beidseitig aus dem Anfangsabschnitt der inneren Brustkorbarterie (Arteria thoracica interna) und verläuft, den Nervus phrenicus begleitend, im Septum  pleuropericardiale zum Zwerchfell. Sie versorgt Herzbeutel und Zwerchfell.